# Liste der Monuments historiques in Sancy-lès-Provins
Die Liste der Monuments historiques in Sancy-lès-Provins führt die Monuments historiques in der französischen Gemeinde Sancy-lès-Provins auf.

## Liste der Bauwerke
| Bezeichnung      | Beschreibung | Standort               | Kennzeichnung | Schutzstatus | Datum | Bild           |
| ---------------- | ------------ | ---------------------- | ------------- | ------------ | ----- | -------------- |
| Kirche St-Pierre |              | Rue de l’Église (Lage) | PA00087282    | Inscrit      | 1926  | weitere Bilder |

## Liste der Objekte
Zum Verständnis siehe: Kirchenausstattung
- Monuments historiques (Objekte) in Sancy-lès-Provins in der Base Palissy des französischen Kultusministeriums